# Gosen Wakashū

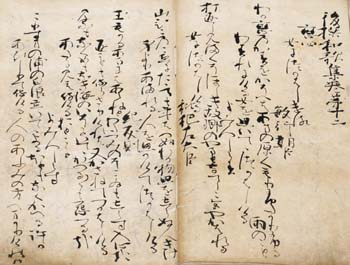
Gosen Wakashū. Frammento del manoscritto

Il Gosen Wakashū (後撰和歌集?, Raccolta successiva di poesie giapponesi), spesso abbreviato in Gosenshū ("Collezione successiva"), è la seconda Chokusen wakashū (勅撰和歌集?, Antologia imperiale) giapponese di waka compilata per volere dell'imperatore Murakami. Segue lo stile del Kokinwakashū e si compone di venti volumi divisi in: primavera (superiore, medio e inferiore), estate, autunno (superiore, medio e inferiore), inverno, amore (sei volumi), varie (quattro volumi), separazione (con una poesia di accompagnamento sull'indipendenza) e poesia di lode (con una poesia di accompagnamento sul dolore), per un totale di 1425 poesie.

## Realizzazione
Il Gosen Wakashū non include una prefazione come il Kokinwakashū, quindi la data di realizzazione è sconosciuta. Tuttavia, nell'ottobre del quinto anno di Tenryaku (951), lo Shoyosha (Nashizubo) della Corte imperiale istituì un ufficio per l'antologia waka composto da, Ōnakatomi no Yoshinobu (922-991), Kiyohara no Motosuke (908-990), Minamoto no Shitagō (911-983), Ki no Tokibumi (992-996), e Sakanoue no Mochiki (?-950) (detti Nashitsubo no gonin?, 梨壺の五人) nominati collaboratori, incaricati di interpretare il Man'yōshū e di compilare una nuova antologia imperiale. I libri di storia indicano che Fujiwara no Koretada era responsabile della compilazione, quindi si può presumere che l'antologia sia stata pubblicata per la prima volta al più tardi alla fine dell'era Tenryaku. 

## Caratteristiche
Si differenzia dal Kokinshu della generazione precedente per l'assenza di poesie del compilatore. Poiché sono passati solo 40 anni dalla compilazione del Kokinshu, i poeti del periodo Kokin, tra cui Kikanuki (81 poesie), Ise (72 poesie) e Fujiwara Kanezuke (24 poesie), svolgono ancora una volta un ruolo di primo piano nell'antologia. Essendo trascorsi solo 40 anni dalla compilazione del Kokinshū, i poeti del Kokinshū, tra cui Ki no Tsurayuki (81 poesie), Ise (72 poesie) e Fujiwara no Kanesuke (24 poesie), giocarono ancora una volta un ruolo di primo piano. Tra i poeti dell'epoca inseriti nell'antologia, i più importanti sono Fujiwara no Morosuke, Fujiwara no Saneyori e Fujiwara no Atsutada, ma si possono annoverare anche poetesse dell'epoca come Nakatsukasa e Ukon. Inoltre, forse influenzati dagli uta monogatari, i testi sono diventati più lunghi. Si ritiene che si tratti di un "manoscritto incompiuto", e che quindi siano stati mantenuti i testi narrativi. Un'altra caratteristica di questa raccolta è il gran numero di poesie ke no uta (褻の歌?) basate sulla vita quotidiana dei nobili, comprese le poesie dono come quelle tra l'imperatore di clausura Uda e Fujiwara no Tokihira, tra Fujiwara no Nakahira e Ise.